# Prietella phreatophila
Prietella phreatophila är en fiskart som beskrevs av Carranza, 1954. Prietella phreatophila ingår i släktet Prietella och familjen Ictaluridae. IUCN kategoriserar arten globalt som starkt hotad. Inga underarter finns listade i Catalogue of Life.